# Obeses
Obeses és un grup de pop-rock català creat l'any 2010 a la població osonenca de Tona. Va llançar el seu primer disc, Obesisme Il·lustrat, el 2011. Més endavant va llançar Zel (2013), Monstres i Princeses (2015), Fills de les estrelles (2018) i l'Ai al Cor (2024).
El 2013 van estrenar una versió musicada del poema de Salvador Espriu «El meu poble i jo» per commemorar el centenari del naixement del poeta.

## Història
El grup es va formar l'any 2010 a Tona, amb membres del grup osonenc Segle XIII, amb la voluntat d'assolir una llibertat creativa que possibilités vivències de la música i experiències musicals que aportessin a l'oient un creixement humà fruit del gaudi sonor. El grup va fer el primer concert a Manlleu el 18 de juny del 2010, al costat d'Anna Roig i L'ombre de ton chien i Mishima.

### Obesisme Il·lustrat(2011)
El primer disc del grup es va presentar el 25 de febrer del 2011 a la Sala Pasternak de Vic. Aquesta proposta va desconcertar la crítica, que no va saber-ne definir l'estil ni en va saber comprendre l'essència. Tanmateix, músics de gran renom com el compositor Albert Guinovart, Miquel Abras o Núria Feliu van elogiar-ne el contingut i un gran nombre de públic desencisat amb la música que els havien ofert els grups autòctons anteriors va fer costat a la banda.
La gira de presentació va finalitzar a la sala La Mirona, de Salt, el 16 de novembre de 2012.

### Zel(2013)
El 22 de febrer del 2013 al Teatre L'Atlàntida de Vic es va presentar el segon disc de la formació amb un amb un èxit incontestable. El programa de mà d'aquella nit afirmava: 
| « | És possible escoltar una sardana, una obra simfònica, una fuga coral, Rock & Roll, una havanera i Gipsy Jazz en un mateix disc? En efecte, no és possible. I és precisament per això que Obeses ho ha fet: perquè la seva gesta musical es mou en el terreny de possibilitar impossibles. Tot art ja possibilitat perd el valor de l'atractiu creatiu i en definitiva allò que el constitueix —la seva essència— així doncs, només pels camins inescrutables es poden assolir cims inabastats. Obeses camina per aquest senders. | » |

Aquesta segona referència discogràfica va causar una forta confrontació dins del món de la crítica especialitzada a Catalunya. Mentre uns erigien Obeses fins a la consideració de genis irrepetibles, d'altres seguien considerant la seva proposta com a raresa. Un dels comentaris més celebrats va ser el d'Empar Moliner al diari Ara.
| «                             | Obeses són un dels grups més originals, ambiciosos i bons que hi ha al nostre país. Tenen molt poc a veure amb el que fan els altres. Feu-me cas i escolteu-los. No m'equivoco. | » |
| — Empar Moliner al diari Ara. | |   |

Altres figures importants de la cultura catalana, com ara Jair Domínguez, Lluís Gavaldà, Valero Sanmartí o Cesk Freixas, reconeixerien l'admiració pel quartet osonenc. Aquesta acceptació i reconeixement creixent van ser palesos en tota la gira de presentació d'aquest segon disc (culminada amb un concert al Teatre Àtrium de Viladecans) amb un públic entregat i creixent en cada actuació.

### Monstres i Princeses(2015)
Després de dos anys de treball, el 18 de març de 2015 la banda va estrenar un vídeo amb petits retalls del que seria el disc, que finalment va ser publicat el 21 d'abril. El 21 de maig del mateix any, Obeses va presentar-lo en directe a l'Auditori de Barcelona amb un concert conjunt amb la Banda Municipal de Barcelona que va rebre el títol d'Obeses 3D. El recital va estar a punt de ser cancel·lat a causa de la vaga indefinida d'acomodadors del recinte.
Al llarg de la gira,titulada Gira Llegendària, la formació va comptar amb altres orquestres, com ara l'orquestra del Teatre Conservatori de Manresa o la Banda emvic. En alguns dels concerts de la gira també hi va participar el cor d'Obeses.
L'agost del 2015, Obeses va convocar els seus seguidors al castell de Tona per enregistrar el videoclip de la seva cançó «Ens hem alçat». El resultat es va publicar a les xarxes socials l'11 de febrer de 2016. Uns mesos més tard van estrenar el videoclip de la cançó «Brindem, brindem».
La gira va finalitzar el 8 d'octubre de 2016 al Teatre Nacional de Catalunya amb un muntatge de gran format i de més de dues hores de durada que la formació va titular Museu Obeses i que va comptar amb la col·laboració d'en Peyu com a presentador de l'esdeveniment.

### Verdaguer: Ombres i Maduixes(2017)
Aquesta òpera roc es va estrenar els dies 16 i 17 de desembre de 2016 al teatre l'Atlàntida de Vic, amb motiu de la clausura de la capitalitat cultural catalana de Vic (VICCC2016).  L'espectacle va ser un homenatge musical a la vida i l'obra de Jacint Verdaguer amb un llibret basat en els poemes de l'autor i música d'Arnau Tordera. L'opera era interpretada en directe pels membres de la formació, excepte pel mateix Tordera que hi actuava.
El 2017 la producció es va repetir al Teatre Romea de Barcelona entre el 1 i el 5 de març. El mateix any van oferir l'espectacle a Girona i a Torelló.
El 22 de maig de 2017 es va publicar el disc amb les cançons íntegres de Verdaguer: Ombres i Maduixes en format doble.

### Fills de les Estrelles(2018)
El 13 de març de 2018, Obeses va anunciar el títol i la data de sortida del seu cinquè disc, Fills de les estrelles, als seus perfils de xarxes socials. El 28 de març van presentar el senzill «Ens en sortirem», un himne dedicat als fets de l'1 d'octubre de 2017 a Catalunya. Posteriorment, la formació va continuar publicant la resta de temesde manera individual a les xarxes socials. El 13 d'abril es va publicar el disc sencer.
El 20 d'abril de 2018, el grup va presentar el disc per primer cop a la Sala BARTS en el marc del Guitar Festival Bcn i va estrenar la Gira Estel·lar. El tancament de la mateixa estava previst pel 28 de novembre de 2020 al Teatre Condal, però finalment la formació va acomiadar-la de manera telemàtica amb l'estrena del videoclip d'«Invasió Terrícola».
El 14 de setembre de 2020 Obeses va estrenar el videoclip de la seva cançó «Es compten les pigues».
A causa de les restriccions per la pandèmia de la COVID-19, la formació va oferir un concert singular de manera telemàtica titulat Obeses al taller destinat a recaptar fons per al manteniment del grup. Es va estrenar al canal de Youtube d'Obeses el 26 de desembre de 2020.

### L'Ai al cor (2024)
El 2022 Obeses va presentar el projecte i la gira l'Ai al Cor, una proposta que inicialment havia de dur a l'estrena de temes originals a mida que la gira anés avançant. Finalment la banda va endarrerir la presentació de cançons malgrat la continuació de la gira homònima.
A finals del 2023 es va anunciar la data de presentació del VI disc de la formació, que es va celebrar el 29 de juny de 2024 a la sala Paral·lel 62 de Barcelona. El 25 d'abril de 2024, sis anys després de la seva darrera estrena discogràfica, es va publicar el videoclip del nou senzill Amor artificial.
L'11 de juny de 2024 Obeses va anunciar la publicació dels nous temes de la primera part del disc l'Ai al cor titulada Sístole a les seves xarxes socials. Entre el 16 i el 20 de juny de 2024 la formació osonenca va anar publicant les cançons del disc i finalment el 21 de juny el va compartir de manera íntegra.
Sobre la publicació de la segona part del disc, titulada Diàstole, Arnau Tordera ha confirmat que es durà a terme quan el públic hagi gaudit prou dels temes de la primera part.
El 9 de maig de 2025 la formació va celebrar els seus 15 anys de carrera al Teatre L'Atlàntida de Vic, on va dur a terme un concert on van recuperar íntegrament les cançons dels seus primers dos treballs, Obesisme Il·lustrat i Zel.

### Altres projectes i col·laboracions
Al llarg de la seva carrera, la formació musical ha format part de diversos projectes i col·laboracions.
El 10 de setembre de 2016, Obeses va interpretar «Venim del nord, venim del sud» de Lluis Llach en el marc dels actes per la Diada Nacional de Catalunya al CC El Born.

#### Corporació Catalana de Mitjans Audiovisuals
Van ser els autors de la cançó de Nadal de TV3 del 2013, «Regala Petons».  El desembre de 2016, en el marc del concert pels 25 anys del Club Super3, Arnau Tordera va interpretar el tema de la sèrie d'animació Bola de Drac Z.
El grup ha col·laborat en diverses ocasions amb La Marató de TV3. Entre d'altres temes, han interpretat «Ja comencem» (una versió de «So, may we start») amb The Feliuettes, «Ara per fi hi veig clar» amb Geriona, «Mà amiga» amb amb Raquel Sans i «Bricoheroes» (2020), o una versió de clàssic de La Trinca «La patata» (2021). A més, el 2016 van participar al disc d'aquest esdeveniment solidari amb una versió del clàssic català «Rosó». El 2020 van ser la veu del tema principal de la Marató amb una versió de «The Show Must Go On» de Queen interpretada des del terrat de l'hospital Vall d'Hebron.

#### Arts escèniques
Enmig de la gira del disc Zel, Obeses va participar al concert solidari Junts sumem on el líder de la banda, Arnau Tordera, va interpretar l'aria Lascia ch'io pianga amb el tenor Jordi Domènech.
Durant la temporada 2014/2015 van formar part de la companyia que va interpretar l'obra de Dürrenmatt  'Frank V. Opereta d'una banca privada.' al Teatre Lliure. El mateix líder de la banda, Arnau Tordera, va interpretar el paper del cambrer Guillaume i va ser un dels encarregats de fer l'adaptació de l'obra, juntament amb Sergi Belbel. La proposta va comptar amb la direcció de Josep Maria Mestres.

## Reconeixements

### Premis
| Any  | Premi                                                                    | Resultat  | Cita          |
| ---- | ------------------------------------------------------------------------ | --------- | ------------- |
| 2015 | Disc Xtrems de Ràdio Badalona                                            | Guanyador | [ 59 ]        |
| 2016 | Premi Enderrock de la crítica al millor artista de l'any 2015            | Guanyador | [ 60 ] [ 61 ] |
| 2016 | Premi Altaveu                                                            | Guanyador | [ 62 ]        |
| 2016 | Disc català de l'any de Ràdio 4                                          | Guanyador | [ 63 ]        |
| 2017 | Premi Enderrock de votació popular al millor artista de l'any 2016       | Nominació | [ 64 ]        |
| 2017 | Premi Enderrock de votació popular al millor artista en directe del 2016 | Nominació | [ 64 ]        |
| 2017 | Premi Miquel Martí i Pol del Xè Certamen Terra i Cultura                 | Finalista | [ 65 ]        |
| 2019 | Premi ARC a la millor gira d'artista o grup per sales de Catalunya       | Guanyador | [ 66 ]        |
| 2021 | Premi Capital de la Sardana a Propostes artístiques                      | Guanyador | [ 67 ]        |

## Membres
- Arnau Tordera: veu i guitarra (2010-)
- Maiol Montané: bateria (2010-)
- Arnau Burdó "Burdi": teclat (2010-)
- Jaume Coll Mariné: baix elèctric i contrabaix (2010-)[68]

## Discografia

### Discos
- 2011 - Obesisme il·lustrat (Música Global).[69]
- 2013 - Zel (Música Global)[70]
- 2015 - Monstres i princeses (Música Global)[71]
- 2017 - Verdaguer, ombres i maduixes (Música Global)[72]
- 2018 - Fills de les estrelles (Música Global)[73]
- 2021 - El resorgiment de l'Atlàntida (Música Global)[74]
- 2024 - L'Ai al cor - Sístole (Música Global)[75]

### Senzills
- 2020 - Bricoheroes (Música Global)[76]
- 2024 - Amor Artificial (Música Global)[77]